# Бикметовский сельсовет
Бикметовский сельсове́т — упразднённая в 2008 году административно-территориальная единица и сельское поселение (тип муниципального образования) в составе Бураевского района. Почтовый индекс — 452976. Код ОКАТО — 80218810000. Объединён с сельским поселением Бадраковский сельсовет.

## Состав сельсовета
деревня Старобикметово — административный центр, деревни Калмыково, Нарышево, Старотукраново. В 1994 году д. Силосово была передана в Бадраковский сельсовет (Указ Президиума ВС РБ от 20.01.94 N 6-2/22 «О передаче деревни Силосово из Бикметовского сельсовета в состав Бадраковского сельсовета Бураевского района»).

## История
Закон Республики Башкортостан от 19.11.2008 N 49-з «Об изменениях в административно-территориальном устройстве Республики Башкортостан в связи с объединением отдельных сельсоветов и передачей населённых пунктов», ст.1 п.15 а) гласил:

 "Внести следующие изменения в административно-территориальное устройство Республики Башкортостан:
 по Бураевскому району:

 "Внести следующие изменения в административно-территориальное устройство Республики Башкортостан:
 объединить Бадраковский и Бикметовский сельсоветы с сохранением наименования «Бадраковский» с административным центром в селе Большебадраково.
Включить деревни Калмыково, Нарышево, Старобикметово, Старотукраново
Бикметовского сельсовета в состав Бадраковского сельсовета.

Утвердить границы Бадраковского сельсовета согласно представленной схематической карте.

Исключить из учётных данных Бикметовский сельсовет
На 2008 год граничил с Мишкинским районом, с муниципальными образованиями: Вострецовский сельсовет, Бадраковский сельсовет, Каинлыковский сельсовет, Бураевский сельсовет, Азяковский сельсовет, («Закон Республики Башкортостан от 17.12.2004 N 126-з (ред. от 19.11.2008) „О границах, статусе и административных центрах муниципальных образований в Республике Башкортостан“»).